# Ngọc nữ Nha Trang
Ngọc nữ Nha Trang (danh pháp: Clerodendrum nhatrangense) là một loài thực vật có hoa trong họ Hoa môi. Loài này được Dop mô tả khoa học đầu tiên năm 1935.